# 西南野豌豆
西南野豌豆（学名：Vicia nummularia）为豆科野豌豆属的植物，为中国的特有植物。分布于中国大陆的云南、四川、甘肃等地，生长于海拔2,000米至2,300米的地区，多生长于河岸沙地，目前尚未由人工引种栽培。